# ブライミン・キプロプ・キプルト
ブライミン・キプロプ・キプルト（Brimin Kiprop Kipruto、1985年7月31日 - ）は、ケニアの陸上競技選手。2004年アテネオリンピック、2008年北京オリンピックに出場し、2大会連続のメダルを獲得した選手である。リフトバレー州ケイヨ県出身。

## 経歴
キプルトは主に3000m障害で活躍している選手である。2001年の世界ユース陸上で2位となる。2003年に高校を卒業。同年のアフリカジュニア選手権で再び2位となる。2004年の世界ジュニア選手権では1500mに出場し、銅メダルを獲得。
同年のアテネオリンピックのケニア代表選考では、3000m障害で2位となりオリンピック出場権を得ると、アテネでも、エゼキエル・ケンボイに次いで銀メダルを獲得。銅メダルのポール＝キプシレ・コエチとともにケニア勢で表彰台を独占した。翌2005年のヘルシンキの世界選手権で銅メダルを獲得し、さらに2007年の大阪の世界選手権では金メダルを獲得し、初めての世界チャンピオンとなる。
2008年の北京オリンピックのケニアの3000m障害の代表に2大会連続ケニア代表に選ばれると、8分10秒34で金メダルを獲得。オリンピックチャンピオンとなった。
キプルトは、現在、ケニアのエルドレッド近郊のキプタガットにベースをおいてトレーニングを行っている。

## 自己ベスト
- 1500m - 3分35秒23 (2006年)
- 3000m - 7分47秒33 (2006年)
- 3000mSC - 7分53秒64 (2011年)世界歴代2位、アフリカ記録

## 主な実績
| 年   | 大会                               | 場所                       | 種目    | 結果 | 記録      |
| ---- | ---------------------------------- | -------------------------- | ------- | ---- | --------- |
| 2001 | 世界ユース陸上競技選手権大会       | デブレツェン(ハンガリー)   | 2000mSC | 2位  | 5分36秒81 |
| 2004 | 世界ジュニア陸上競技選手権大会     | グロッセート(イタリア)     | 1500m   | 3位  | 3分35秒96 |
| 2004 | オリンピック                       | アテネ(ギリシャ)           | 3000mSC | 2位  | 8分06秒11 |
| 2005 | 世界陸上競技選手権大会             | ヘルシンキ(フィンランド)   | 3000mSC | 3位  | 8分15秒30 |
| 2005 | IAAFワールドアスレチックファイナル | モンテカルロ(モナコ)       | 3000mSC | 3位  | 8分09秒20 |
| 2007 | 世界陸上競技選手権大会             | 大阪(日本)                 | 3000mSC | 1位  | 8分13秒82 |
| 2007 | IAAFワールドアスレチックファイナル | シュトゥットガルト(ドイツ) | 3000mSC | 3位  | 8分11秒05 |
| 2008 | オリンピック                       | 北京(中華人民共和国)       | 3000mSC | 1位  | 8分10秒34 |
| 2011 | 世界陸上競技選手権大会             | テグ(韓国)                 | 3000mSC | 2位  | 8分16秒05 |
| 2015 | 世界陸上競技選手権大会             | 北京(中国)                 | 3000mSC | 3位  | 8分12秒54 |